# Bitwarden
Bitwarden（ビットウォーデン）は、暗号化された保管庫にウェブサイトの資格情報などを保存する、自由かつオープンソースのパスワードマネージャーである。クラウドでホストされるサービスと、オンプレミスでセルフホストする機能が提供されている。 Webインターフェイス、デスクトップアプリ、ブラウザ拡張機能、モバイルアプリ、CLIなど、さまざまなクライアントアプリケーションがある。 

## 歴史
2016年8月、BitwardenはAndroidとiOS向けのモバイルアプリ、 ChromeとOpera用のブラウザ拡張機能、およびウェブ保管庫の初期のリリースとともに登場した。Firefox用の拡張機能は後の2017年2月にリリースされた。 
2017年2月、BraveはオプションのパスワードマネージャーとしてBitwarden拡張機能を追加した。 
2017年9月、ブラウザ拡張機能はMicrosoft Edgeに対応し、Microsoftストアでリリースされた。 
2018年1月、ブラウザ拡張機能はAppleのSafariに対応した。 
2018年2月、BitwardenのWindows、macOS、およびLinux用のスタンドアロンデスクトップアプリがリリースされた。これはブラウザ拡張機能のWebアプリ版として制作され、Electronの上に構築された。Windows用デスクトップアプリは、1か月後にMicrosoftストアでもリリースされた。  
2018年3月、Bitwardenはウェブ保管庫にBootstrapCDN、Braintree、GoogleおよびStripeのJavaScriptを埋め込んだとして批判された。これらのサードパーティの埋め込みスクリプトは、機密情報への不正アクセスのための手段になる可能性があった。 これらのスクリプトは2018年7月にリリースされたBitwarden 2.0 ウェブ保管庫アップデートで削除された。 
2018年5月、ユーザーが保管庫のデータを使用してスクリプトアプリケーションを作成できるCLIアプリケーションがリリースされた。 
2018年6月、Cliqzは、BitwardenのFirefoxブラウザ拡張機能のプライバシーとセキュリティの調査を実施し、ユーザーに悪影響を及ぼさないと結論付けた。 調査に続いて、BitwardenはCliqzでオプションのパスワードマネージャーとして利用可能になった。 
2018年10月、Bitwardenは、サードパーティのセキュリティ監査会社Cure53によるセキュリティ評価、コード監査、暗号分析を完了した。 
2020年7月、Bitwardenは、セキュリティ会社インサイトリスクコンサルティングによる、Bitwardenのネットワーク境界のセキュリティ評価と、Bitwardenのウェブサービスとアプリケーションに対する侵入テストと脆弱性評価のための、別のセキュリティ監査を完了しました。 
2020年8月、BitwardenはSOC 2 Type 2およびSOC 3認証を取得しました。
2020年12月、Bitwardenは、すでにGDPR、CCPA、プライバシーシールドに準拠していることに加え、HIPAAに準拠していることを発表しました。
2021年8月、Bitwardenは、2021年のネットワークアセスメント（セキュリティ診断、侵入テスト）が、インサイトリスクコンサルティング社によって完了したことを発表しました。
2022年9月、同社は$100MのシリーズB資金調達を発表、リードインベスターはPSGで、既存投資家のBattery Venturesが参加した。この投資は、世界中のユーザーと顧客をサポートするために、製品開発と会社の成長を加速させるために使用される予定です。
1月、BitwardenはスウェーデンのスタートアップPasswordless.devを非公開の金額で買収したことを発表した｡ Passwordless.devは、開発者がWebAuthnとFIDO2の規格に基づくパスワードレス認証を簡単に実装できるオープンソースソリューションを提供した｡ Bitwardenはベータソフトウェアサービスを開始、Touch ID, Face ID, Windows Helloなどのバイオメトリックサインインテクノロジーを、第三者開発者のアプリで利用できるようにもなった。
2月、Bitwardenは、Cure53が2022年5月と10月にそれぞれ実施したネットワークセキュリティ評価とセキュリティ評価レポートを公開した。 1つ目は、BitwardenのIP、サーバー、Webアプリケーションにわたる侵入テストとセキュリティ評価に関するもの。 2つ目は、コアアプリケーション、ブラウザ拡張、デスクトップアプリケーション、Webアプリケーション、TypeScriptライブラリなどすべてのBitwardenパスワードマネージャのソフトウェアコンポーネントに対する侵入テストとソースコード監査に関するもの。 Ghacksでは「二つの監査で重大な問題は発見できなかった。Cure53が高く評価した2つのセキュリティ問題は、ソースコード監査と侵入テストの際に発見された。これらはBitwardenとサードパーティであるHubSpotによって迅速に修正されました。その他の問題はすべて、低評価か情報提供のみであった。

## 特徴
- オープンソースのコードベース[21]
- クラウド同期
- ログイン、セキュリティで保護されたメモ、クレジットカード、IDなどのアイテムタイプ
- 以前のパスワードを確認できるパスワード履歴機能
- 他のBitwardenユーザーとの保管庫アイテムの安全な共有
- ログイン情報をWebサイトやその他のアプリケーションに自動入力[22]
- パスワードジェネレーター
- 認証アプリ、メール、Duo[23]、YubiKey[24]、およびFIDO U2Fを使用した2要素認証
- 添付ファイル[25]
- TOTPシークレットキーのストレージおよびワンタイムパスワードジェネレーター
- Have I Been Pwned?による情報漏えい調査と流出パスワード調査
- クロスプラットフォームのクライアントアプリケーション[8]
- オンプレミスのBitwardenサーバーをセルフホスト[7]